# Rimas Kurtinaitis
Rimas Kurtinaitis (ur. 15 maja 1960 w Kownie) – litewski koszykarz występujący na pozycji rzucającego obrońcy, po zakończeniu kariery zawodniczej trener koszykarski. Trzykrotny medalista olimpijski. 
W przeszłości pełnił funkcję trenera Śląska Wrocław oraz asystenta trenera reprezentacji Litwy. Z powodzeniem prowadził zespół Lietuvosu Rytas Wilno. Wygrał z nim Puchar Europy i finał Ligi Bałtyckiej.
Uchodzi za jednego z najlepszych europejskich koszykarzy lat 80. Był specjalistą od rzutów za trzy punkty. Grał m.in. w CSKA Moskwa, z Žalgirisem Kowno zdobywał tytuły mistrza Związku Radzieckiego (1985, 1986, 1987). Z reprezentacją ZSRR był mistrzem świata w 1982 (srebro w 1986), zdobywał medale mistrzostw Europy oraz złoty medal olimpijski w Seulu. W 1989 jako jedyny w historii zawodnik spoza NBA wziął udział w Meczu Gwiazd NBA – startował w konkursie rzutów za trzy punkty obok m.in.: Reggie'ego Millera, Dereka Harpera i Dale'a Ellisa. Z wynikiem dziewięciu punktów zajął dziewiąte miejsce.
W 1989 został zawodnikiem niemieckiego Brandt Hagen. W 1993 krótko grał w lidze australijskiej, a następnie w hiszpańskiej lidze ACB, w barwach Realu Madryt (1993-1995, mistrzostwo Hiszpanii w 1994). W latach 90. występował także w klubach litewskich i francuskich. Sukcesy odnosił również z reprezentacją Litwy. Dwukrotnie wywalczył brązowy medal igrzysk olimpijskich (IO 92 i IO 96), w 1995 został wicemistrzem Europy.
Był ministrem sportu na Litwie. Jako pierwszy trener prowadził m.in.: reprezentację Azerbejdżanu i rosyjski zespół Ural Great Perm. Szkoleniowcem Śląska został w grudniu 2007.
15 marca 2016 został zwolniony ze stanowiska głównego trenera w klubie Chimek Moskwa.
21 stycznia 2019 został po raz drugi w karierze trenerem Chimek Moskwa. 15 stycznia 2021 został zwolniony przez klub.

## Osiągnięcia

### Zawodnicze
Klubowe
- Mistrz:
  - Euroligi (1995)
  - Litwy (1996)
  - ZSRR (1982, 1985–1987)[4]
  - Hiszpanii (1994)
- 4-krotny wicemistrz ZSRR (1983, 1984, 1988–1989)[4]
- Zdobywca Pucharu:
  - ZSRR (1982)
  - Interkontynentalnego (1986)[4]
- Finalista Pucharu Saporty (1985)
- Brązowy medalista mistrzostw Hiszpanii (1995)
- 4. miejsce podczas rozgrywek Euroligi (1983)

Indywidualne
- MVP:
  - ligi litewskiej (1996)
  - All-Star Game ligi litewskiej (1996)
- Zwycięzca konkursu rzutów za 3 punkty ligi niemieckiej (1991)
- Uczestnik konkursu rzutów za 3 punkty organizowanego podczas NBA All-Star Weekend (1989)[5]
- Lider strzelców:
  - finałów Pucharu Europy Zdobywców Pucharów (1985)
  - ligi niemieckiej (1990)

Reprezentacja
- Mistrz:
  - olimpijski (1988)[6]
  - Europy (1985)[4]
- Wicemistrz:
  - świata (1986)[4]
  - Europy (1995)[4]
- Brązowy medalista
  - olimpijski (1992, 1996)[6]
  - mistrzostw Europy (1989)[4]
- Uczestnik mistrzostw świata U–19 (1979 – 5. miejsce)

### Trenerskie
- Mistrz:
  - Eurocup (2009, 2012, 2015)[7]
  - Litwy (2009, 2010)[7]
  - Ligi Bałtyckiej (2009)[7]
  - Eurochallenge (2006)
  - ligi VTB (2011)[7]
  - mistrz Azerbejdżanu (2003–2006)[7]
- Wicemistrz:
  - Rosji (2012)
  - VTB (2015)
- 2-krotny zdobywca pucharu Litwy (2009, 2010)[7]
- Trener Wszech Czasów rozgrywek Eurocup (2012)
- Trener Roku ligi VTB (2014)[8]
- Wicemistrz Europy U–20 (2005)[7]
- Zaliczony do Galerii Sław VTB (2019)[9]

## Odznaczenia
- Wielki Krzyż Komandorski Orderu Wielkiego Księcia Giedymina – 1996[10]
- Wielki Krzyż Komandorski Orderu „Za Zasługi dla Litwy” – 2007[10]
- Krzyż Oficerski Orderu Wielkiego Księcia Giedymina – 1995[10]